# Cleospira ochsneri
Cleospira ochsneri é uma espécie de gastrópode do gênero Cleospira, pertencente à família Pseudomelatomidae.